# Чирков, Андрей Германович
Андрей Германович Чирков (род. 14 декабря 1954, Свердловск) — советский хоккеист, вратарь. Мастер спорта СССР. Тренер.

## Биография
В сезонах 1972/73 — 1973/74 был в составе клуба «Крылья Советов». В каждом сезоне провёл по одному матчу, на 51-й минуте заменяя Александра Сидельникова. 24 апреля 1973 года вышел в гостевом матче против «Автомобилиста» (11:4) при счёте 9:3, пропустил шайбу со штрафного броска. 28 октября 1974 года вышел в гостевом матче против «Трактора» (11:2) при счёте 9:2. Бронзовые и золотые медали, завоёванные командой в этих сезонах, не получил.
Играл в первой и второй лигах за команды «Латвияс Берзс» (1975/76 — 1976/77), «Спутник» Нижний Тагил (1977/78 — 1978/79), «Торпедо» Тольятти (1979/80 — 1984/85).
Окончил Свердловский педагогический институт (1981). Тренер-преподаватель СДЮШОР ХК «Лада» (2003—2013), тренер вратарей «Лады» (2010/11). Тренер в Новоспасском.
Чемпион мира среди ветеранов (2004).